# Montigny-sur-Vesle
Montigny-sur-Vesle är en kommun i departementet Marne i regionen Grand Est (tidigare regionen Champagne-Ardenne) i nordöstra Frankrike. Kommunen ligger i kantonen Fismes som tillhör arrondissementet Reims. År 2022 hade Montigny-sur-Vesle 537 invånare.

## Befolkningsutveckling
Antalet invånare i kommunen Montigny-sur-Vesle
| Referens: INSEE |